# Шихмамат
Шихмама́т (рос. Шихмамат, марій. Шихмамат) — присілок у складі Медведевського району Марій Ел, Росія. Входить до складу Шойбулацьке сільського поселення.

## Населення
Населення — 64 особи (2010; 76 у 2002).
Національний склад (станом на 2002 рік):
- лучні марійці — 92 %